# 11인의 카우보이
《11인의 카우보이》(The Cowboys)는 미국에서 제작된 마크 라이델 감독의 1972년 서부 영화이다. 존 웨인 등이 주연으로 출연하였고 마크 라이델 등이 제작에 참여하였다.
로버트 캐러딘의 장편 데뷔작이다. 1971년 윌리엄 데일 제닝스의 동명 소설을 바탕으로 어빙 라베치, 해리엇 프랭크 주니어, 제닝스가 각본을 썼다.

## 줄거리
1878년, 금광 붐으로 인해 일하던 인부들이 모두 떠나버리자 나이 든 목장주 윌 앤더슨은 400마일이나 되는 소떼 이동을 위해 새로운 일꾼들을 찾아야만 한다. 그는 황량해진 보즈먼에서 친구인 앤스 피터슨으로부터 지역 학교 아이들을 고용하라는 제안을 받지만, 어린 아이들이 일을 해낼 수 있을지 의심하며 학교를 떠난다. 그러나 다음날 아침, 아이들은 앤더슨의 목장에 나타나 소떼 이동에 자원한다. 앤더슨은 아이들의 승마 실력을 시험하고, 다른 아이들보다 조금 나이가 많은 시마론이 나타나 거친 말을 제압한다. 시마론과 다른 소년 슬림 사이에 다툼이 벌어지자 앤더슨은 어쩔 수 없이 모든 아이들을 고용하지만, 칼을 든 시마론은 쫓아낸다.
앤더슨은 아이들의 총을 상자에 넣어 마차에 보관하고, 그들은 로프 던지기, 낙인 찍기, 소와 말을 모는 연습을 한다. 이 와중에 아사 와츠가 이끄는 수상한 무리가 일자리를 요청하지만, 앤더슨은 와츠의 거짓말을 눈치채고 거절한다. 흑인 요리사 제베디아 나이틀링거가 합류하면서 앤더슨의 일행은 최종적으로 구성된다. 이동 중에 앤더슨은 시마론이 소떼를 따라오는 것을 발견하고, 슬림이 강을 건너다 떨어졌을 때 시마론이 구해준 덕분에 그를 합류시킨다.
아이들은 점차 훌륭한 카우보이가 되어 앤더슨과 나이틀링거에게 깊은 인상을 준다. 어느 날 안경을 쓴 소년 댄이 길을 잃은 말을 쫓다가 와츠와 그의 소도둑 일당을 발견한다. 와츠는 댄을 풀어주지만 앤더슨에게 이 사실을 알리면 목숨을 빼앗겠다고 협박한다. 와츠의 협박 때문에 겁에 질린 댄은 혼자 야간 경비를 서지 않으려 하고, 다른 소년 찰리 슈워츠가 그와 함께 하기로 한다. 댄이 소떼가 쉬는 계곡에 안경을 떨어뜨리자 찰리는 안경을 되찾아주지만, 소떼에 밟혀 죽는다. 소년들은 찰리를 묻어주고 다시 여정을 떠난다.
얼마 후 마차 바퀴가 부서지자 나이틀링거와 호머라는 소년은 수리를 위해 남고, 다른 이들은 계속 이동한다. 와츠와 일당은 숨어 있다가 이 모습을 보고 소떼를 따라붙는다. 앤더슨은 위디라는 소년에게 나이틀링거에게 빨리 합류하라고 전하고, 나머지 소년들에게는 도둑들이 밤에 접근하면 남자처럼 행동하지 말고 소년처럼 행동하라고 지시한다. 댄은 앤더슨에게 와츠가 자신들을 따라왔다는 것을 알았지만 두려워서 말하지 못했다고 털어놓고, 앤더슨은 그를 위로한다.
밤이 되자 와츠와 일당은 앤더슨과 소년들의 캠프를 포위하고, 상처 입은 위디를 데려온다. 와츠는 앤더슨에게 총을 내놓으라고 강요하며 댄을 조롱한다. 와츠가 댄의 안경을 망가뜨리려 하자 앤더슨이 나서고, 그와 와츠 사이에 주먹다짐이 벌어진다. 앤더슨이 이기지만 와츠는 앤더슨에게 총을 쏘고, 쓰러진 앤더슨에게 다시 총을 쏜다. 소년들은 지시대로 수동적으로 행동하고, 도둑들은 소떼를 훔쳐 달아난다.
다음날 아침, 나이틀링거와 호머가 돌아와 소년들이 죽어가는 앤더슨을 돌보고 있는 것을 발견한다. 앤더슨은 나이틀링거에게 소년들을 집으로 데려가라고 지시하고, 마지막 순간에 소년들에게 그들이 자랑스럽다고 말한다. 앤더슨이 죽자 소년들은 그의 복수를 위해 나이틀링거를 제압하고 마차에 보관된 총을 빼앗는다. 소년들은 도둑들을 따라잡고 나이틀링거의 도움을 받아 계획을 세운다. 그들은 은밀하게 세 명의 도둑을 죽이고, 나이틀링거를 이용해 와츠와 나머지 일당을 매복지로 유인한다. 소떼의 폭주 속에서 소년들은 와츠를 제외한 모든 도둑들을 죽인다. 말에 깔린 와츠는 발이 밧줄에 묶여 꼼짝 못 하는 상황이 된다. 댄은 고삐를 잘라 말을 일으켜 세우고 시마론은 말을 놀라게 해 와츠는 말에 끌려 죽는다.
소년들은 사우스다코타의 벨푸시에 도착해 소를 팔고, 앤더슨의 이름과 "사랑하는 남편이자 아버지"라는 문구가 새겨진 비석을 세운다. 그리고 나이틀링거와 함께 집으로 향한다.

## 출연

### 주연
- 존 웨인
- 로스코 리 브라운
- 브루스 던
- 콜린 듀헐스트

### 조연
- 니콜라스 보비
- 숀 켈리
- 에이 마르티네즈
- 클레이 오브라이언

## 스태프
- 원작 소설: 윌리엄 데일 제닝스
- 촬영: 로버트 서티스
- 미술: 필립 제프리즈
- 편집책임: 로버트 스윙크
- 편집: 닐 트래비스
- 음악: 존 윌리엄스
- 원작: 얼빙 라베치, 해리엇 프랭크 주니어, 윌리엄 데일 제닝스
- 제작, 감독: 마크 라이델

## EBS판 스태프
- 프로듀서: ???
- 번역: ???
- 감수: 김동수
- CG: 조운경
- 편집: 정미현
- 기술감독: 김정수
- 우리말 연출: 강민화
- 기획: EBS
- 우리말 제작: 벼리기획